# Skip Bifferty
Gli Skip Bifferty sono stati un gruppo rock psichedelico inglese.

## Storia
Pubblicarono nel 1967 un unico album omonimo (ristampato dalla Essex su CD con brani aggiunti), in un genuino spirito flower power, con pezzi di spessore secondo gli esperti nell'ambito psichedelico come: Time Track, Inside the Secret", Clearway 51", una lisergica "Orange Lave" e un insolito brano con accompagnamento di percussioni, Guru.
Il terzo e ultimo singolo, Man in Black/Mr. Money Man (1968) è prodotto da Steve Marriott e Ronnie Lane. Il gruppo si separa dopo un ulteriore singolo a nome Heavy Jelly: I Keep Singing that Same Old Song (1968).
Il cantante e il chitarrista saranno poi di nuovo insieme nei Bell+Arc.

## Discografia
Album in studio
- 1967 - Skip Bifferty (RCA Victor, RD 7941)

Singoli
- 1967 - On Love/Cover Girl (RCA Victor, RCA 1621)
- 1968 - Happy Land/Reason to Live (RCA Victor, RCA 1648)
- 1968 - Man in Black/Mr Money Man (RCA Victor, RCA 1720)
- 1968 - I Keep Singing that Same Old Song (Island Records, FK-2808, come "Heavy Jelly")

## Formazione
- Graham Bell – voce
- John Turnbull – chitarra elettrica
- Mickey Gallagher – tastiere
- Colin Gibson – basso elettrico
- Tom Jackman – batteria